# La Ferme africaine
La Ferme africaine est un roman autobiographique écrit par Karen Blixen sous le nom de plume d'Isak Dinesen, paru en 1937. Ce roman a inspiré le film Out of Africa (1985) de Sydney Pollack, avec entre autres Meryl Streep et Robert Redford, qui a obtenu de nombreuses récompenses.
Ce titre est lui-même librement inspiré d'une citation du naturaliste Pline l'Ancien. Le livre relate les dix-sept années que la baronne von Blixen-Finecke, née Karen Dinesen, vécut en Afrique orientale britannique (aujourd'hui au Kenya) de la fin de 1913 à 1931. Il fut d'abord écrit en anglais, puis traduit par l'auteur dans sa langue maternelle, le danois.

## Personnages principaux
- Farah
- Kamante Gatura
- Denys Finch Hatton
- Reginald Berkeley Cole
- Kinanjui

## Thématique
Le roman relate, sans nécessairement respecter la chronologie, nombre d'événements intervenus pendant le séjour africain de la baronne. Une grande partie d'entre eux concerne la vie des indigènes que Karen Blixen apprend à connaître peu à peu et à comprendre. D'autres relatent la vie des Européens dont la figure de Finch Hatton qui se détache des autres colons, par le mélange d'un mode de vie rude et d'un esprit raffiné. Karen Blixen vit une liaison romantique et passionnée avec cet aristocrate anglais, chasseur de safari, toujours ailleurs, partout présent.

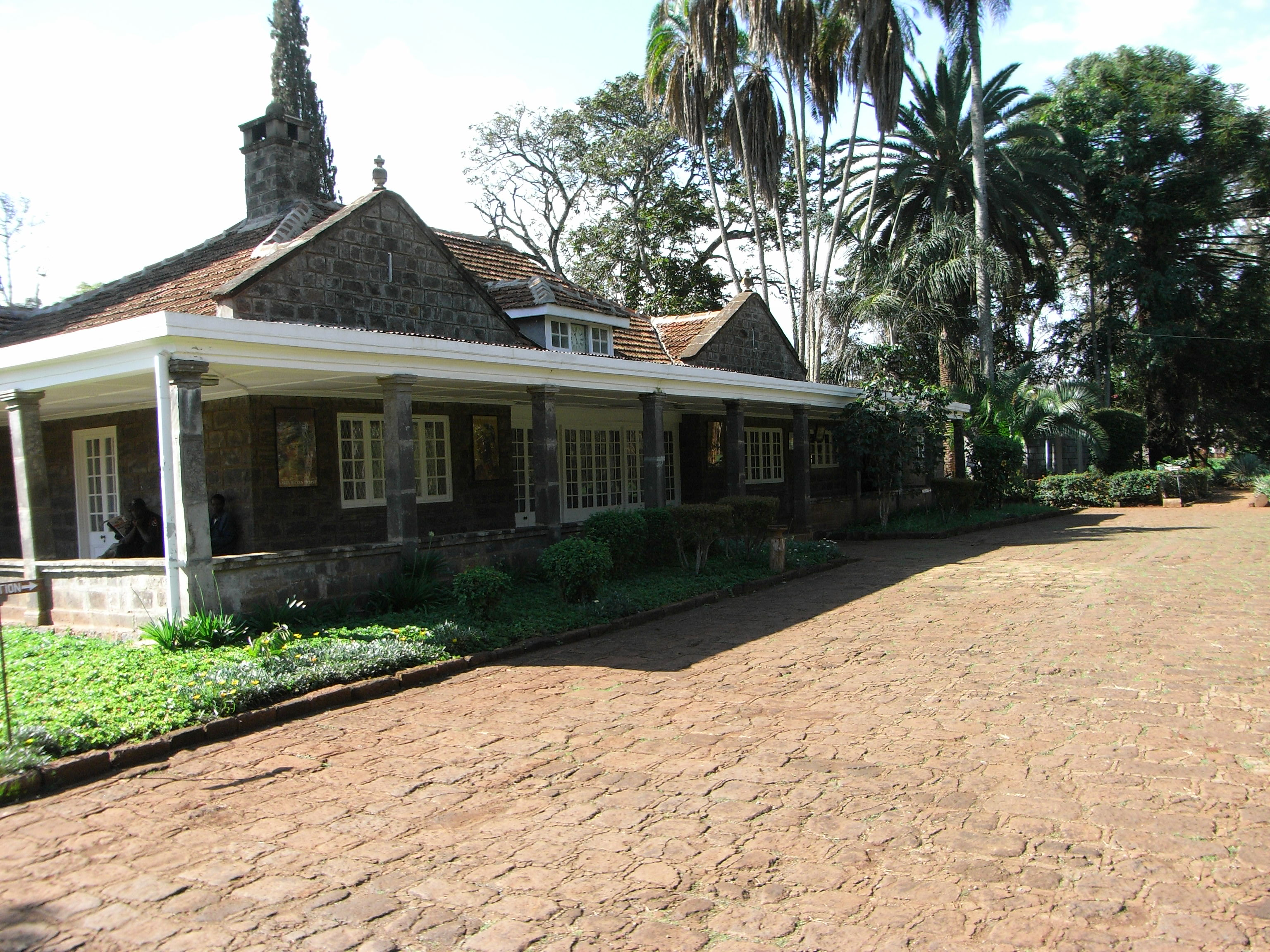
Ferme de Mbogani, aujourd'hui musée Karen-Blixen, où vécut l'auteur de 1917 à 1931.

Le thème dominant est le lien que développe la narratrice avec l'Afrique, ses habitants et sa nature. Elle raconte son amour pour le peuple Kikuyu, notamment par le truchement de Kamante, qu'elle a soigné enfant et qui est devenu employé de la ferme, son amour de la nature sauvage par des épisodes comme celui de l'antilope Lullu qu'elle domestique. De façon plus complexe, elle laisse entendre que l'Afrique a su garder son rapport intime avec Dieu, car les Africains sont plus étroitement liés à la nature que les Européens qui ont perdu pour beaucoup la noblesse d'âme et les rapports francs et simples, que la nature appelle.
Pourtant malgré cette constatation, Karen Blixen décrit des moments et des événements tragiques, comme la mort d'une petite indigène, et surtout la disparition de Finch Hatton dans un accident d'avion. La faillite de la ferme, provoquant la vente de tous ses biens et son retour en Europe, ne met pas un point final à cette relation mystérieuse qu'elle garde au fond d'elle-même et qu'elle finit par livrer aux lecteurs simultanément en anglais et en danois à la veille de la Seconde Guerre mondiale.